# تيم تايلور
تيم تايلور هو لاعب هوكي الجليد كندي، ولد في 6 فبراير 1969 في ستراتفورد في كندا.

## وصلات خارجية
- تيم تايلور على موقع دوري الهوكي الوطني (الإنجليزية)
- تيم تايلور على موقع قاعة مشاهير الهوكي (لاعب أن.إتش.أل) (الإنجليزية)
- تيم تايلور على موقع EliteProspects.com (الإنجليزية)
- تيم تايلور على موقع HockeyDB.com (الإنجليزية)
- تيم تايلور على موقع Hockey-Reference.com (الإنجليزية)